# De Hoop Nature Reserve
Das Naturschutzgebiet De Hoop Nature Reserve liegt etwa 250 km östlich von Kapstadt und 60 km südwestlich von Swellendam zwischen Bredasdorp und Witsand und ist das südlichste Naturschutzgebiet Afrikas. Es ist Teil des Cape Floral und gehört damit seit 2004 zum UNESCO-Weltnaturerbe. Es liegt an einem Küstenabschnitt mit ausgedehnten weißen Sanddünen im westlichen Teil und felsigen, von Klippen umrahmten Buchten im östlichen Teil. Verwaltet wird das Schutzgebiet von CapeNature.

## Geschichte
1956 wurden einige Farmen aufgekauft und ein Jahr später das Gebiet zum Naturschutzgebiet erklärt. Die Farm De Hoop gab dem Schutzgebiet seinen Namen. Durch verschiedene Erweiterungen in den Folgejahren ist die Größe auf mittlerweile 35.000 ha angewachsen. Das Schutzgebiet hat eine Küstenlinie von 45 Kilometern Länge und wurde im Jahr 1986 durch die de Hoop Marine Reserve, eine Erweiterung des Schutzstatus um fünf Kilometer ins Meer hinaus, nochmals um 23.000 ha erweitert.
Das Klima ist mediterran, mit heißen Sommern und milden Wintern. Die jährliche Niederschlagsmenge beträgt rund 380 mm, der August ist der niederschlagreichste Monat.

## Flora und Fauna
Zweck des Schutzgebietes ist
- Schutz der vielfältigen Fynbos-Vegetation: 1500 Pflanzenarten im Schutzgebiet, davon 108 Arten sehr selten bzw. in ihrem Bestand gefährdet und 34 Arten dort endemisch
- Erhaltung des Feuchtgebietes „De Hoop Vlei“

Neben der Flora werden hier noch geschützt:
- 89 Säugetierarten, (z. B. Bergzebra, Elenantilope, Kuhantilope, Buntbock)
- 250 Vogelarten
- 14 Amphibienarten
- 50 Reptilienarten.

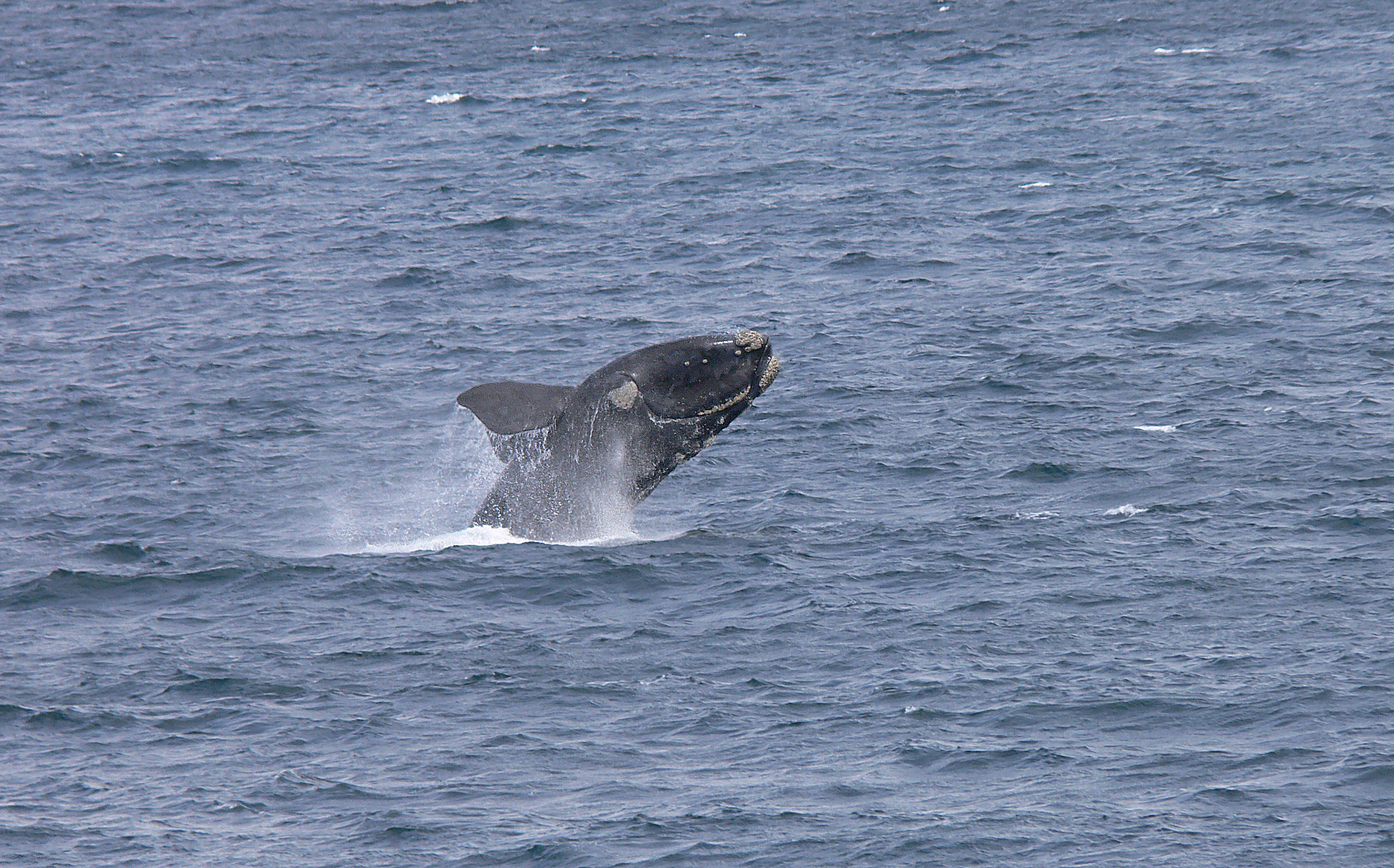
Südlicher Glattwal
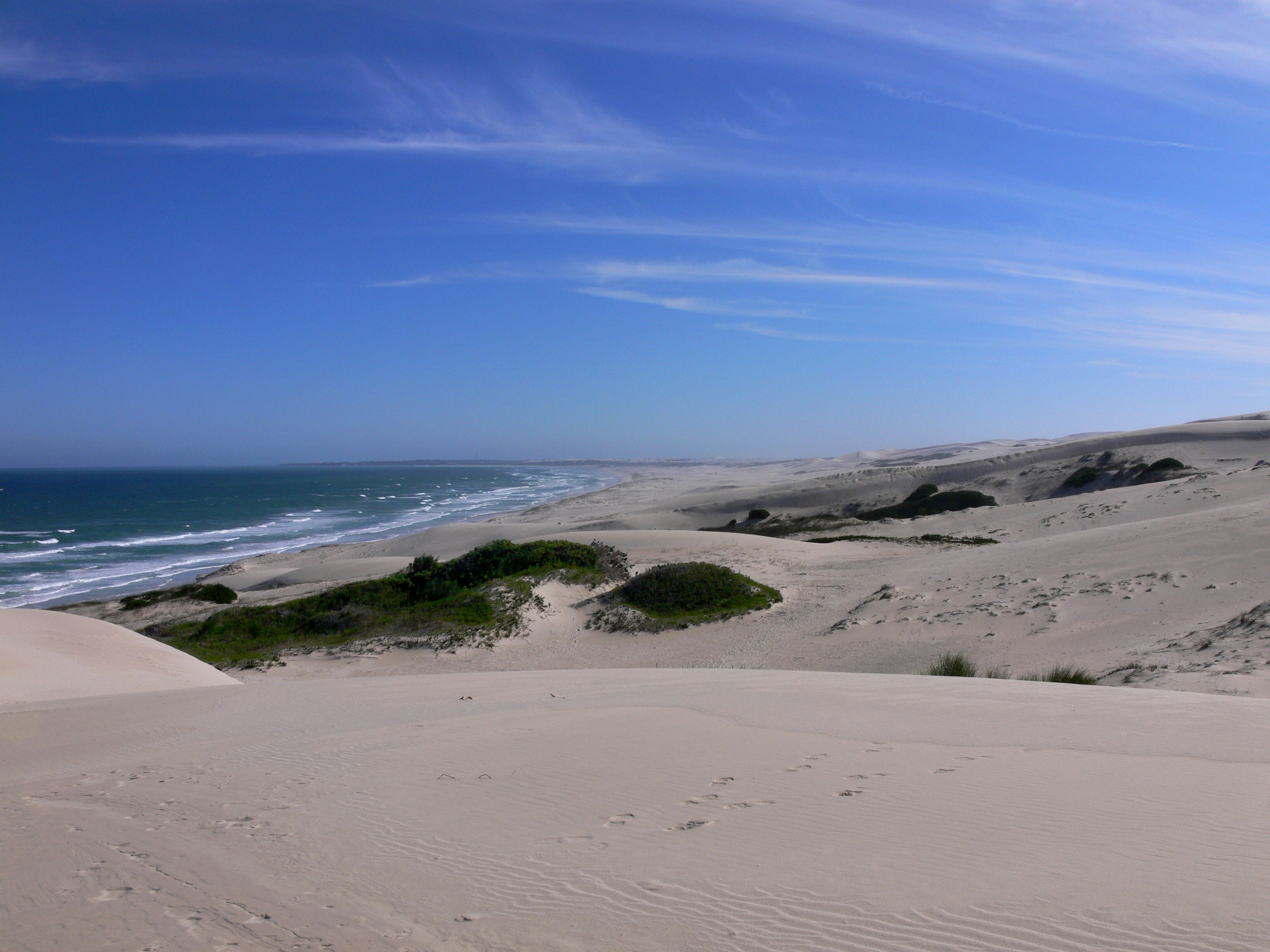
Dünenlandschaft
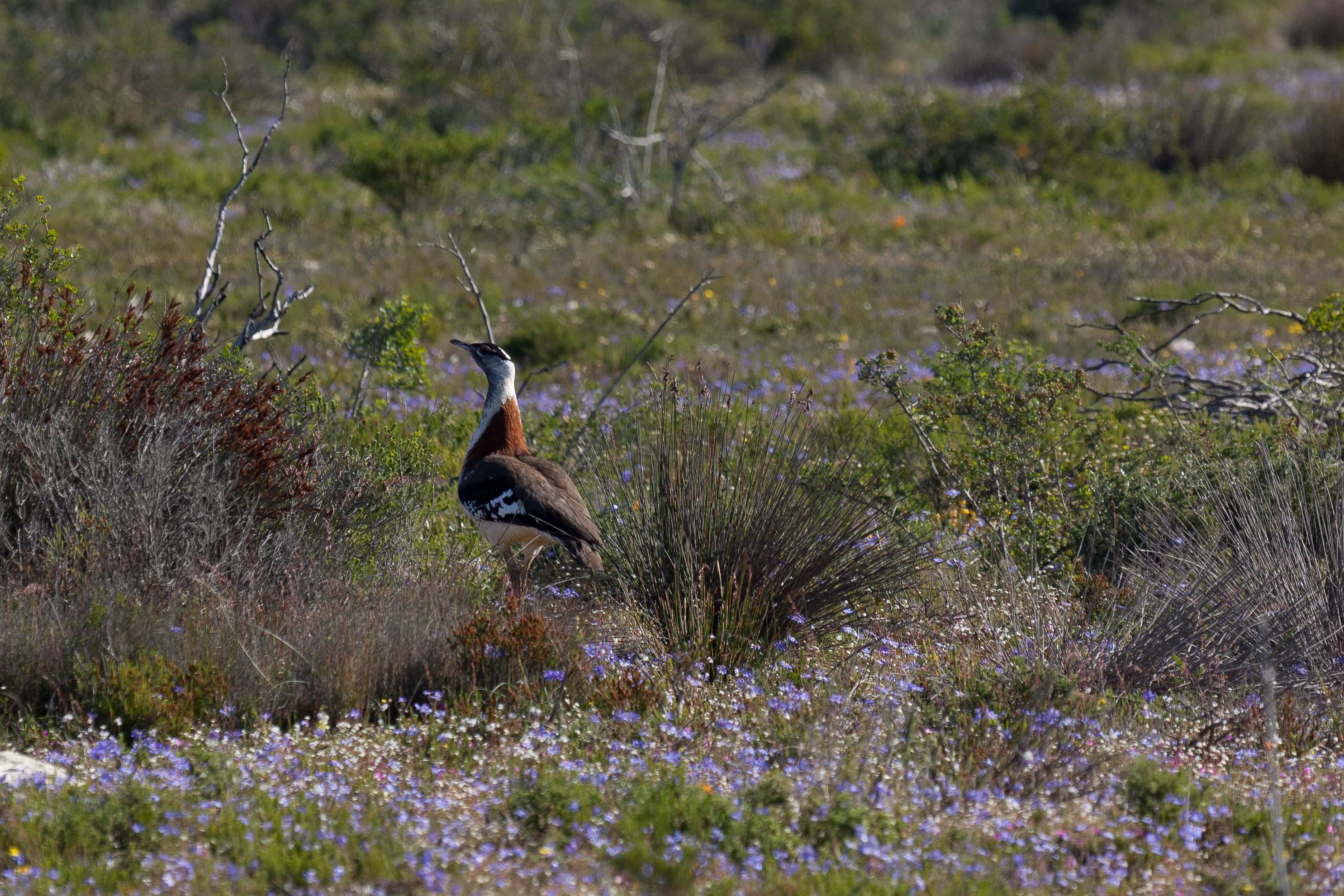
Ludwigtrappe
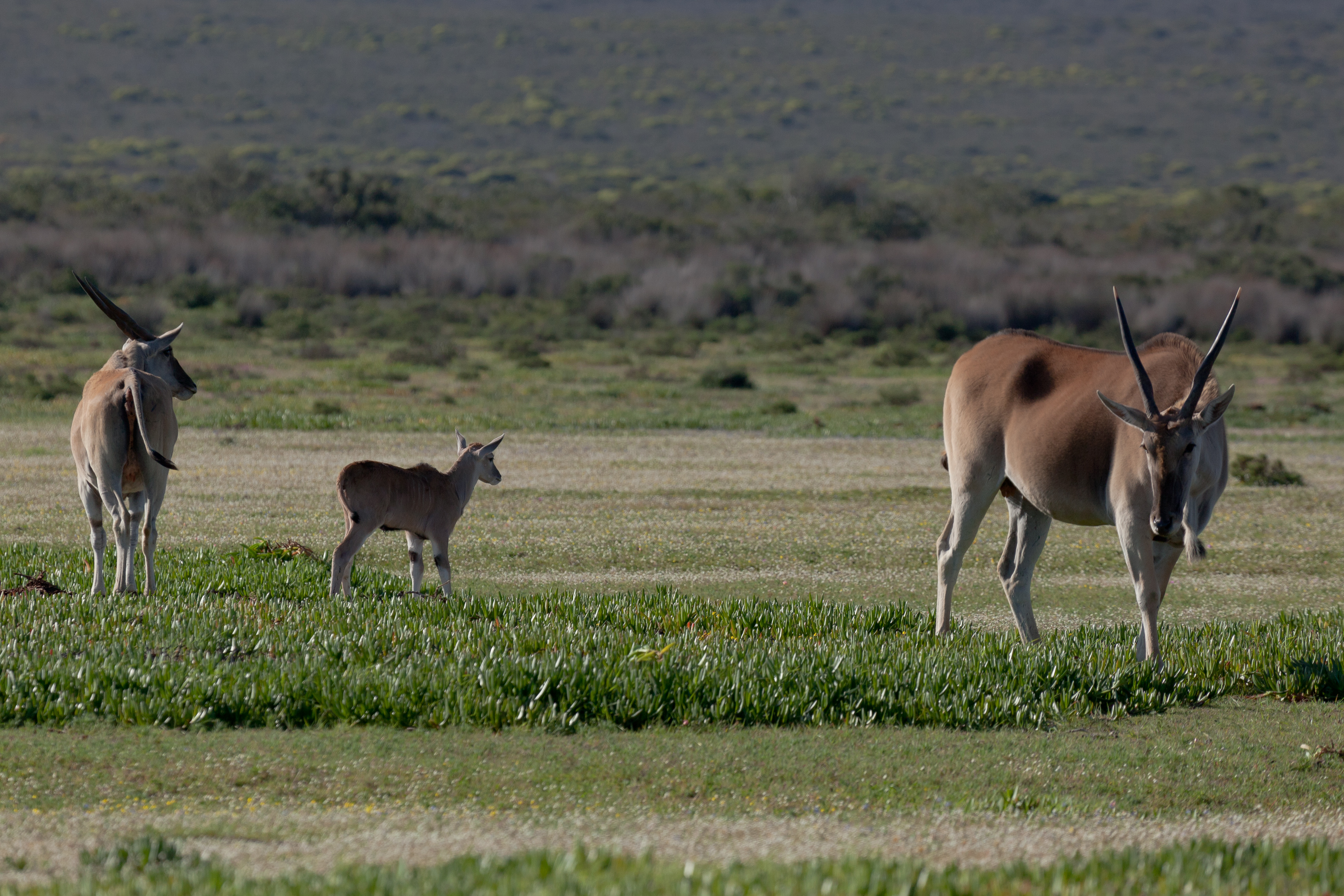
Elenantilopen mit Jungtier

Im Westen des Schutzgebietes liegt eine der größten Brackwasser-Lagunen im südlichen Afrika, das „De Hoop Vlei“. Hier finden tausende Wasservögel Zuflucht und Nahrung. Zahl und Art der Vögel sind von den Jahreszeiten und Wasserständen abhängig. Zu sehen sind Flamingos, Reiher, Enten, Kammblässhühner, Nilgänse, Regenpfeifer, Sichelstrandläufer und die in ihrem Bestand bedrohten Schwarzen Austernfischer und Damaraseeschwalben. Das „De Hoop Vlei“ ist als Ramsar-Feuchtgebiet ausgewiesen.
In der Potberg-Region im Nordosten des Schutzgebietes liegt die einzige Brutkolonie der Kapgeier am südwestlichen Kap. 1982 waren es nur 20 Brutpaare, dank der konsequenten Schutzmaßnahmen hat sich die Zahl aber wieder auf 75 Brutpaare erhöht. Im Frühjahr kann man von den Dünen aus Herden von Südlichen Glattwalen (Southern Right Whale) beobachten, der Küstenabschnitt ist Paarungs- und Aufzuchtgebiet dieser Walart. Entlang der Küste ziehen sich über Kilometer die Ketten der hohen, weißen Dünen, die ab dem für Walbeobachtungen genutzten Aussichtspunkt „Koppie Alleen“ in felsige Gezeitenpools übergehen. Ein elf Kilometer langer Fahrweg führt mit einigen Abzweigungen durch das Schutzgebiet. Da größere Raubtiere fehlen, kann man zu Fuß – auch über mehrtägige Wanderungen – das komplette Gebiet erkunden.